# Olenjok

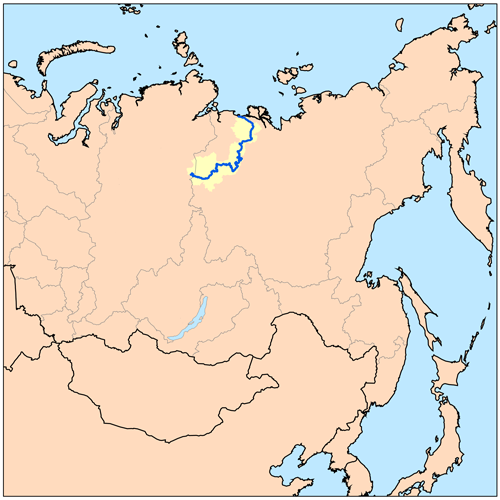
Olenjok

Olenjok eller äldre Olenek (ryska: Оленёк, ibland stavat Оленек, Olenek; jakutiska Өлөөн, Ölöön) är en stor flod i norra Sibirien i Ryssland. Den rinner väster om floden Lenas nedre del och öster om floden Anabar. Den är 2 292 kilometer lång, varav den är farbar 1 000 kilometer. Medelvattenföringen är 1 210 m3. Den mynnar i Laptevhavet i Norra ishavet.

## Historia
År 1642–1644 nådde Rebrov och Fedot Aleksejev Popov floden, men blev bortdrivna av lokalbefolkningen.
Pionjärerna inom rysk arktisforskning, Vasilij Prontjisjtjev och hans hustru Tatjana Prontjisjtjeva (Maria), dog av skörbjugg i området intill Olenjok i september 1736, när de kartlade Laptevhavet. Efter sin död begravdes de båda i Ust-Olenyok, nära Olenjoks mynning. Deras grav flyttades sedan deras kroppar hade grävts upp 1999.

## Källor

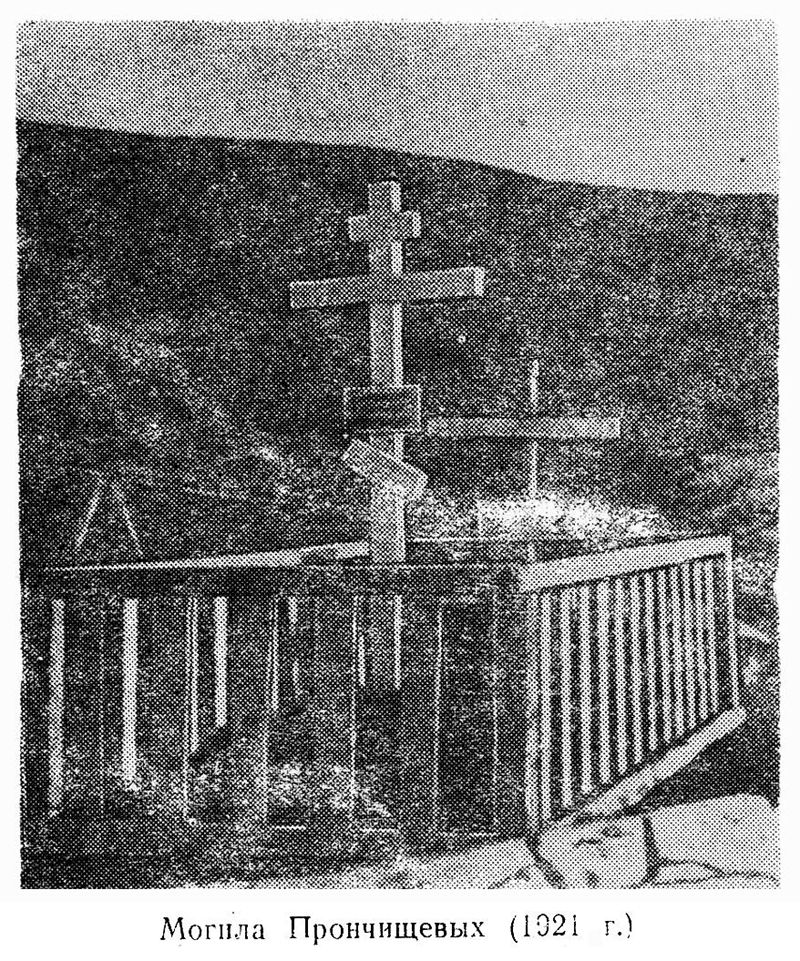
Bild från 1921 av Vasilij Prontjisjtjevs och Tatjana Prontjisjtjevas grav i Ust-Olenyok